# Muriel Furrer
Muriel Furrer, née le 1er juillet 2006 et morte lors de la course en ligne juniors des championnats du monde à Zurich le 27 septembre 2024, est une coureuse cycliste suisse.

## Biographie

### Formation
Muriel Furrer est inscrite au VC de Meilen. En novembre 2021, elle remporte à Aigle le classement général du Trophée U17. 
Si elle pratique majoritairement le VTT, elle participe également à des courses de cyclocross, sur piste et sur route.
C'est ainsi qu'elle devient vice-championne junior de Suisse de cyclocross en janvier 2024, battue par Chiara Mettier.
En mai de cette même année, elle remporte son premier podium international. En effet, avec l'équipe suisse, elle s'adjuge la médaille de bronze du relais mixte aux championnats d'Europe de VTT, à Cheile Grădiștei en Roumanie.
Le mois suivant, c'est sur la route qu'elle s'illustre, en finissant deuxième des championnats de Suisse tant sur la course en ligne, où elle est à nouveau devancée par Chiara Mettier, que sur le contre-la-montre, battue là par Lara Liehner.
Cette bonne saison junior 2e année lui permet d'être sélectionnée avec la Suisse pour participer aux championnats d'Europe à Zolder, puis du monde, qui ont lieu, eux, à domicile, à Zurich.

### Mort
Le 26 septembre 2024 dans une forêt à Küsnacht, lors des championnats du monde de cyclisme des moins de 19 ans, Muriel Furrer est victime d'une grave chute sur la chaussée détrempée par de fortes pluies. Affectée d'un traumatisme crânien, elle reste dans la forêt pendant deux heures dans la pluie battante sans être découverte. Finalement elle est héliportée à l'hôpital universitaire de Zurich pour être opérée.
Elle meurt, le lendemain de son accident, à l'âge de 18 ans.

### Polémique
Selon le journal suisse Blick, Muriel Furrer est restée après sa chute longtemps inaperçue dans les sous-bois, alors que la course continuait. Elle n'aurait été secourue que plus d'une heure après son accident,. Ce laps de temps est confirmé par les premières conclusions de l'enquête : victime d'un traumatisme crânien, la jeune cycliste « est probablement restée inerte près de deux heures avant sa prise en charge », sa disparition n'ayant été signalée qu'après l'arrivée de Cat Ferguson,.
Dix jours après l'accident, Adam Hansen, président des Cyclistes professionnels associés, dénonce « une erreur dans le suivi des coureurs » aux championnats du monde à Zurich : « Je ne peux même pas imaginer ce qu'elle a dû endurer. C'est navrant et c'est surtout inexcusable ».
Le directeur du tour de Suisse, Olivier Senn, demande à l'UCI que des mesures soient prises pour améliorer le suivi des coureurs en course. Il s'appuie notamment sur les tragiques accidents de Muriel Furrer, Gino Mäder et André Drege. La famille de Muriel Furrer s'exprime également dans ce sens au mois de décembre 2024,. Olivier Senn s'exprime quelques semaines plus tard, pour présenter son souhait de mettre en place un système de traçage innovant lors d'un prochain tour de Suisse.
Début 2025, Grace Brown, qui a gagné deux titres à Zurich (contre la montre individuel et en relais mixte) et a arrêté sa carrière à la fin de la saison, est revenue sur les championnats du monde et l'accident de Muriel Furrer. Elle suggère, de son côté, d'équiper les casques d'un dispositif de détection des chocs qui déclencherait une alarme en cas d'accident.

### Mesures prises sur les courses
À la suite de ces polémiques, des innovations sont testées sur des courses à partir de la saison 2025.
Ainsi, Olivier Senn parvient à mettre en place son idée de traceur GPS dès l'édition 2025 du Tour de Suisse et du Tour de Suisse féminin. Les boitiers sont reliés à une centrale de sécurité, chargée de surveiller les éventuels accidents.
Ce Tour de Suisse sert ainsi de premier test grandeur nature. Il est donc scruté de près, notamment par l'Union cycliste internationale qui souhaite mettre en place, elle aussi, un suivi GPS des coureurs sur les championnats du monde 2025 au Rwanda. Un premier test des traceurs de l'UCI est mis en place à l'occasion du tour de Romandie féminin 2025, qui se déroule au mois d'août,. Toutefois, plusieurs équipes refusent l'équipement (obligatoire pour une coureuse par équipe), pour des raisons parfois extérieures à l'aspect sécurité. Les 5 équipes qui n'ont pas accepté les conditions sont alors exclues avant même le début de l'épreuve.

### Hommages

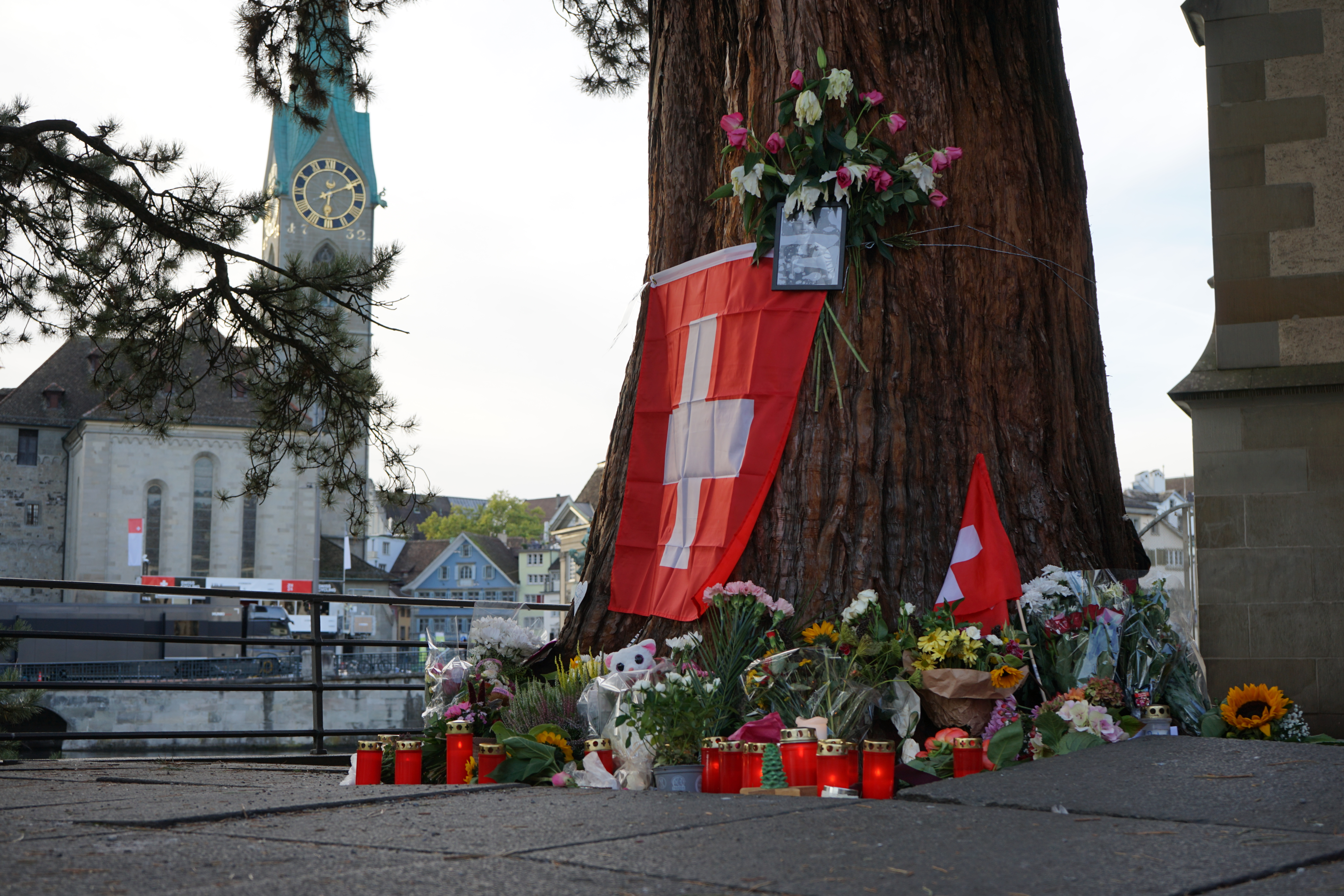
Le mémorial à Zurich fin septembre 2024

À la suite de l'annonce du décès de Muriel Furrer, un mémorial provisoire est installé au bord de la Limmat près de l'embouchure avec le lac de Zurich, non loin de la ligne d'arrivée de la course et du clocher de l'église de Frauenmünster. Il est constitué de fleurs, de bougies, d'objets lui rendant hommage ainsi que de son portrait et de drapeaux suisses,.
Deux autres mémoriaux lui sont également dédiés, dans son village natal de Egg ainsi que sur le lieu présumé de l'accident dans la forêt en-dessus de Küsnacht. Ce dernier est constitué de fleurs, de bougies, de boules de Noël ainsi que de photos de Muriel accrochées sur différents arbres.

## Palmarès sur route
- 2024
  - 2e du championnat de Suisse sur route juniors
  - 2e du championnat de Suisse du contre-la-montre juniors

## Palmarès en cyclo-cross
- 2022-2023
  - 2e du championnat de Suisse de cyclo-cross juniors
- 2023-2024
  - 2e du championnat de Suisse de cyclo-cross juniors

## Palmarès en VTT cross-country

### Championnats d'Europe
- Cheile Grădiștei 2024
  -  Médaillée de bronze du relais mixte